# Bonneville-Aptot
Bonneville-Aptot es una localidad y comuna francesa situada en la región de Alta Normandía, departamento de Eure, en el distrito de Bernay y cantón de Montfort-sur-Risle.

## Demografía
| 170 | 180 | 149 | 188 | 161 | 169 |
| Para los censos de 1962 a 1999 la población legal corresponde a la población sin duplicidades (Fuente: INSEE [Consultar]) |     |     |     |     |     |

## Lugares de interés
Castillo de Aptot y castillo de Bonneville.
Iglesia de Saint-Jean-Baptiste de Aptot (siglo XVI) e iglesia de Saint-Pierre de Bonneville.